# Tantramassage
Tantramassage eller tantrisk massage ser olika ut beroende på vem som ger den. Massagen inkluderar olika massagetekniker för att både frigöra spänningar och oönskade hämningar i systemet, men också för att lära känna sig själv, hitta och uttrycka sensationer och känslor som finns, ofta nedtryckta, i kroppen samt uppleva njutning, en känsla som uppstår inifrån när det blir tryggt och tillåtande.
Tekniker som ofta används är andning, tryck, strykningar, ljud, hållande mm. Tantramassagen utgår från  tantra som betyder en väv av liv och inkluderar allt. Tantramassage kan vara terapeutisk och innehålla yoga, bioenergi, dearmorering och sexuell terapi.
Den misstas ofta med erotisk massage.
I tantramassage kan lingam- och yonimassage ingå.